# 焦裕禄故居
焦裕祿故居，是山東省文物保護單位之一，位於山东省淄博市博山区。焦裕祿年少時與祖父母、父母、兄長同住在一座四合院內，後在此結婚，其子女亦曾暫居於此。這座四合院佔地不足半畝，有三間正房和六間廂房，焦裕祿住在院內最小的一間屋。焦裕祿故居經整修後在2002年8月對外開放，先後列入淄博市文物保護單位和山東省文物保護單位，由焦裕祿姪孫趙心艾看守。文化影響方面，博山邮政曾設計以焦裕祿故居為題的郵品，也有紀錄片和電視劇的製作人員在焦裕祿故居取景或考察。

## 歷史
焦裕禄是开封市兰考县的县委书记，因肝癌病逝，死後受到中國共產黨的讚揚，被河南省人民政府追認為革命烈士。他在1922年8月16日黎明生於山東省博山县（現山東省淄博市博山區）的北崮村，家裡共有15人，是依靠种地為生的貧困农戶；其中，焦裕禄與祖父母、父母、兄長同住在一座建於清朝末年的四合院。焦裕禄自出生以來一直在山東一帶生活，直到在1942年6月被侵華日軍強押到抚顺的煤窑工作，後在1943年8月逃回北崮山；他後來逃荒到江苏，在1945年新四军攻下宿遷縣後返回家鄉。加入中國共產黨後，焦裕禄在1947年離開家乡接受集训，17年後才回來了一次。他在這座故居结婚，其子女亦在父親随军南下時留在这里。
在2002年8月（焦裕禄80周年诞辰），焦裕禄故居經整修後正式对外开放。故居其後在2010年7月列入第四批淄博市文物保护单位，並在2015年6月列入第五批山东省文物保护单位。到了2010年代，焦裕禄的姪孫赵心艾是唯一一名看顧焦裕禄故居的焦家人。

## 結構
焦裕禄故居是一座四合院，屬於典型的北方农家四合院格局，在整修後陈列了焦裕禄生前曾使用的农具、家具等生活用品，並介绍他的生平。故居的门扇很小，门楣上有书法家舒同题写的「焦裕禄故居」五字。四合院佔地不足半亩，有三间正房、六间厢房，以及一台石磨、一個用作擺放农具的棚子、四棵刺槐。院內最小的一间屋是焦裕禄的居室，裡面摆设简单，採光欠佳；毗鄰的是焦裕禄父母的居室。

## 文化影響
為紀念焦裕禄誕辰92周年，博山邮政在2014年發行了以焦裕禄故居為題材的明信片和纪念郵戳。同年，中国中央电视台和河南影视集团联合拍摄名為《永远的焦裕禄》的纪录片，製作人員到了焦裕禄故居取景。2015年，电视剧《少年焦裕禄》的製作人員來到焦裕禄故居实地考察，從而採集創作材料。